# Musique bretonne
Sous-genres
Chant en breton (kan ha diskan, gwerz)
Genres associés
Musique folk, musique celtique, rock celtique
La musique bretonne est l'expression musicale de la Bretagne. Sous ses formes traditionnelles instrumentales (biniou kozh-bombarde, accordéon, etc.), elle incorpore des instruments nouveaux (flûte traversière en bois, guitare, etc.). Ses formes d'expression sont aujourd'hui très diverses (musique à danser, musique de concert, bagadoù, concours musicaux, etc.).
Les sources médiévales ne permettent pas de restituer la pratique musicale des Bretons durant le Moyen-Âge, hormis dans l'entourage de la noblesse où le luth semble être un instrument commun. Au cours de l'époque moderne et contemporaine, la musique bretonne s'est partagée entre la musique festive (accompagnement des danses), la musique descriptive ou de circonstance (mélodies, marches ou airs accompagnant le travail) et la musique religieuse. La chanson bretonne rassemble des chants à danser (kan ha diskan en Centre-Bretagne, chant à répondre ailleurs), des chants à écouter (gwerzioù et complaintes), des chants populaires, des cantiques et des chants de marins. La musique et le chant bretons sont marqués en partie par les terroirs et par la division linguistique entre Basse-Bretagne (zone d'expression en breton) et Haute-Bretagne (zone d'expression en gallo).
Depuis le renouveau des années 1950, les musiciens bretons sont allés chercher des inspirations dans d’autres pays celtiques, en suivant l'exemple donné en particulier par les bagadoù puis par Alan Stivell, à l'origine du revival des années 1970. En s'ouvrant à d'autres genres musicaux, celui-ci devient l'un des précurseurs du rock celtique et de la world music.

## Histoire
Du Moyen Âge, il reste des complaintes comme la gwerz Skolvan. Il existe peu de traces dans les textes de l’activité musicale des Bretons au Moyen-Âge. Les vitae de saint Guénolé et de saint Hervé, rédigées respectivement au IXe siècle et du XIIIe siècle, évoquent l’existence de musiciens ou de bardes. Ainsi, à la cours du légendaire roi Gradlon, les musiciens pratiquent la cithara (sorte de luth), la lyra, la tybia (flûte) et le tympana (tambour). Le père de saint Hervé est barde à la cour de Childebert. Ces récits hagiographiques sont peut-être le reflet des pratiques musicales de l’époque à laquelle ils ont été rédigées. Les chartes des différents cartulaires bretons fournissent aussi quelques indications. Ainsi, un certain Norman citharedo est cité comme témoin d’une charte du comte Conan II. Quelques années plus tard, c’est un mystérieux Cadiou citharista qui est cité dans l’entourage du comte Hoel II,.
Avec le duc Jean IV la musique prend la forme de nationalisme qui devait éviter un rattachement soit à la France, soit à la Grande-Bretagne[réf. souhaitée]. Jusqu'au XXe siècle, les prêtres en Bretagne interdiront de jouer de la cornemuse (l'instrument du diable) aux alentours des églises,. Les chants religieux (kantikou brezhoneg) en Bretagne augmentèrent l’étendu du savoir paysan, paysans qui se réappropriaient les sonorités de la cour et adaptaient les thèmes à leur quotidien. Les nobles quant à eux délaissèrent progressivement, durant le Moyen Âge, une partie de ce patrimoine, s’ouvrant aux troubadours et aux différentes entités politiques de l’époque. Deux instruments se révèlent emblématiques de l'époque brittonique : le crwth (en gallois), lyre à quatre cordes augmentées de deux cordes bourdons et la harpe (telenn en breton) pratiquée à la cour des ducs jusque vers la fin de l'indépendance au XVe siècle.
Les instruments représentatifs ne sont pourtant pas « autochtones » : la harpe est originaire vraisemblablement de Mésopotamie, la cornemuse serait partie de Chine par la Route de la soie, se développant ainsi dans le bassin méditerranéen et que les populations celtiques ont emprunté à leurs ennemis conquérants romains. La bombarde, identique au principe des flûtes turques (zurna...), fut importée du Moyen-Orient au temps des croisades. Mais c'est dans l'adaptation de ces emprunts que les bretons vont révéler leur sensibilité propre. 

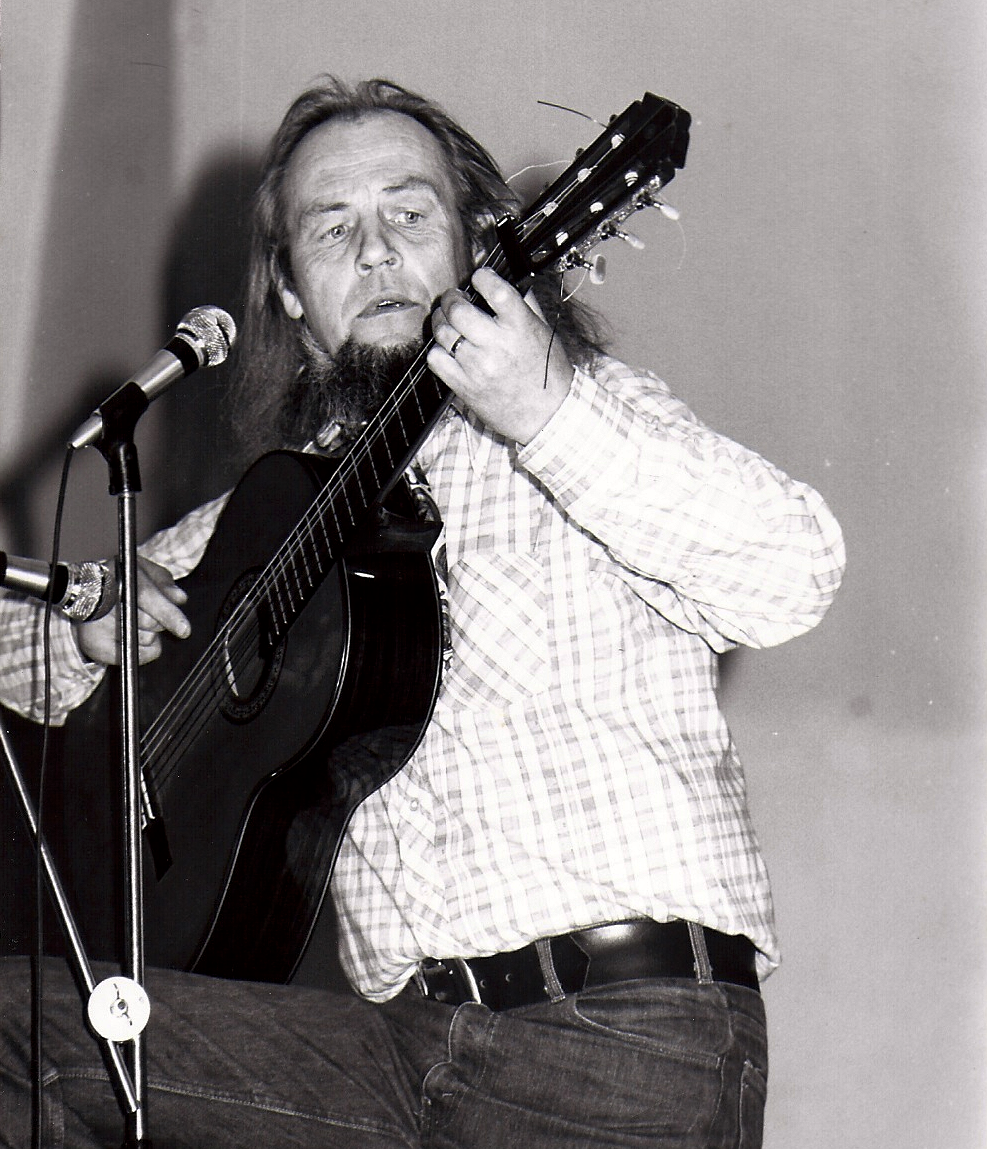
Glenmor (1931–1996), barde militant.

La Révolution améliore les conditions de vie et permet l'avènement des très officiels arts populaires. La musique, la danse vont en bénéficier. À l'inverse, la culture et la langue bretonnes commencent à décliner progressivement et refluer vers l’Ouest. Au siècle suivant, le chemin de fer traverse la Bretagne et les usines s'installent le long les voies ferrées. Villes et campagnes connaissent un essor économique. Devant l'avènement de l'ère industrielle, un courant intellectuel d'opposition émerge et répertorie un patrimoine qui disparaissait doucement. À la suite de Joseph Mahé (en 1825), puis de Théodore Hersart de La Villemarqué (Barzaz Breiz, 1839), de nombreux collecteurs publièrent leurs ouvrages de collectages, jusqu'au début du XXe siècle avec Maurice Duhamel. La poésie celtique lance la vague romantique qui entraînera le réveil des nationalités. Au XVIIe siècle, les sonneurs commencent à participer aux fêtes publiques et les premières fêtes folkloriques apparaissent au XIXe siècle. La plupart des airs considérés comme traditionnels ont été écrits durant ce siècle.
L'ancien hautbois devenu bombarde va bientôt s'unir à la cornemuse, inspirée de la veuze de Loire-Atlantique. Les dessins d'Olivier Perrin inspirent les luthiers. Pardons et fêtes profanes sont prétextes à l'invention de mille mélodies : pour les mariages, les battages, l'holocauste du cochon ou les baptêmes, ils "sonnent" un répertoire varié qui diffère d'un pays à l'autre. Cela va durer à peu près un siècle, au bout duquel, en quête de modernité, les bretons vont peu à peu délaisser bombardes et binious pour l'accordéon, la clarinette ou le saxophone. Dans la Bretagne gallèse, la veuze (proche de la gaïta) est pratiquée dans le pays nantais (association sonneurs de veuzes), le violon se répand autour de Rennes, Broons, Merdrignac, Dinan, la vielle à roue dans le Penthièvre et la clarinette autour de Rostrenen, Glomel et le pays de Vitré. Vers 1900, un mouvement revivaliste et régionaliste amène l'organisation de concours et rencontres musicales. En 1895, 42 « couples biniou kozh-bombarde » sont réunis à Brest.
Arrivée à son apogée, la musique bretonne sera en déclin après la Première Guerre mondiale. La société bretonne désorganisée abandonne progressivement sa culture pour adopter celle de la République. Un mouvement d'artistes appelé Seiz Breur incitera au renouvellement de l'expression artistique bretonne. Après la Seconde Guerre mondiale, les effets destructeurs sur la musique et les langues bretonnes sont accentués. Le colportage des chansons bretonnes peut se faire par les femmes, mais la musique bretonne, jouée exclusivement par les hommes et transmise oralement, a subi d'irrémédiables pertes. Dans un contexte tendu, le nationalisme breton, assimilé à la collaboration, à l’autonomisme et à l'indépendantisme, est condamné par l'opinion.

### Renouveau d'après-guerre
La musique bretonne est longtemps méprisée par beaucoup ; voici par exemple ce qu'écrivait l'hebdomadaire L'Illustration à propos du concours des binious de Brest en 1895 :

« Imaginez-vous toutes les roues mal graissée de France et toutes les poulies de la flotte en train de grincer, ou bien encore, au mois de mars, trente à quarante mille matous surexcités par les effluves printaniers chantant en chœur une ballade à la lune, vous aurez à peu près l'idée de ce monumental charivari. »

C'est dans une mouvance de dimension internationale que va s'inscrire l'épanouissement du patrimoine musical breton. Depuis 1944, les États-Unis ont amorcé le renouveau du folk-song, les pays du Sud redécouvrent avec enthousiasme leur folklore (ballets d'Amérique latine et du Pays basque, Ravi Shankar, , etc.) et au Nord les pays celtiques voient un épanouissement de leur culture musicale. Pour Pierre-Yves Moign, « ce besoin de culture est mû par une volonté d'émancipation et s'accompagne d'un besoin de dire que l'on existe et de s'exprimer. Les danses et les musiques traditionnelles sont les formes initiales pour répondre à cette exigence ». Dans les années 1950, la recherche sur les musiques traditionnelles du monde s'amplifie et les musiciens cherchent à la fois à explorer des territoires nouveaux (technique sérielle, atonalité, musique électro-acoustique) ou à retrouver l'instinct créatif et spontané des musiques traditionnelles. Ainsi, dans ce contexte, où l'art musical est en interrogation avec lui-même, la musique bretonne vit un véritable renouveau dans la 2e moitié du XXe siècle.

#### Rôle déterminant desbagadoù
Le Conservatoire de biniou d'Hervé Le Menn préfigure la formation du bagad. Les sonneurs s’approprient alors un instrument peu connu en Bretagne, la cornemuse écossaise (Great Highland bagpipe).
En 1943 à Paris, pendant l'Occupation, la création de la BAS (Bodageg ar Sonerion, « réunion » ou « assemblée » de sonneurs) a pour but la protection et la diffusion de la musique traditionnelle, avec le développement des bagadoù, répartis en catégories pour le championnat, et la division du territoire en fédérations départementales.
Les bagadoù créés à l'issue de la guerre joueront pendant longtemps une musique réarrangée pour ces nouveaux ensembles : Carhaix, Alré, Brest, Rennes, Bleimor…

#### Utilisation de nouveaux instruments
- La multiplication des échanges musicaux avec les autres nations celtes (Irlande, Écosse, Pays de Galles et Cornouailles), débutés au XIXe siècle, de ces échanges l’import le plus notable est l’arrivée de la flûte traversière en bois.
- La réimplantation de la harpe celtique en Bretagne par Georges Cochevelou et son fils Alan « Stivell ».
- Si la bombarde et le biniou-kozh étaient de plus en plus délaissés, il se formait de petits ensembles instrumentaux composés de saxophone, banjo, accordéon et batterie. La guitare acoustique permet aux chanteurs de s'accompagner, et l’introduction d’instruments électriques comme la basse ou la guitare électrique transforme le paysage musical.

#### Chant et la danse
Le concours annuel du Bleun-Brug attire les chorales en nombre. Les premiers festoù-noz en salles, soirées consacrées à la danse traditionnelle, créées en 1954 par Loeiz Ropars en s'inspirant des veillées traditionnelles du centre Bretagne. Ils permettent l'organisation de concours de chant et de donner une visibilité publique aux chanteurs. C'est également le début de la chanson militante, aux revendications politiques (Glenmor, Kirjuhel).

#### Structures d'appui
- Les maisons d'éditions : les Cahiers du Bleun-Brug, Mouez Breiz...
- La création de structures spécialisées dans le collectage de la tradition musicale (Dastum, qui signifie « recueillir »), dans le chant (Kan ar Bobl, « le chant du peuple »), les bagadoù (BAS ou « Bodadeg ar Sonerion ») ou les cercles celtiques (Kendalc'h et War'l Leur),

### Première «vague»
À partir de 1965, se développe une scène musicale ouvertement bretonne et souvent militante (Alan Stivell d'abord, puis au début des années 1970 Tri Yann, Gilles Servat et bien d'autres) qui actualise des thèmes anciens par des sonorités d'aujourd'hui (utilisation systématique d'instruments amplifiés), combine différentes musiques (« cross-over ») et n'hésite pas à créer de nouvelles compositions (la Symphonie celtique : Tír na nÓg d'Alan Stivell, par exemple), favorisant la diffusion d'une musique bretonne élargie et diversifiée. Ce mouvement musical est largement soutenu dans les années 1980 et relayé localement par :
- Une multitude de petits groupes qui produisent une musique festive jouée dans les festoù-noz ;
- La création des fêtes traditionnelles qui rassemblent un large public, sur tout le territoire breton (comme le festival interceltique de Lorient en 1971) ;
- L'apparition des maisons de disques bretonnes spécialisées (Coop Breizh et ses labels, Keltia Musique...) ainsi que certains distributeurs nationaux qui réservent une partie de leur catalogue à la musique bretonne.

Une nouvelle musique bretonne est née, prête à s'ouvrir aux influences d'Europe, d'Afrique et d'ailleurs. Elle-même influence de plus en plus les autres peuples et selon Alan Stivell, « lorsque la musique bretonne sera connue sous toutes les latitudes, la Bretagne sera sauvée : elle ne pourra plus disparaître parce que le monde entier lui apportera son soutien après avoir pris conscience de notre problème. ».

## Caractéristiques

### Musique traditionnelle

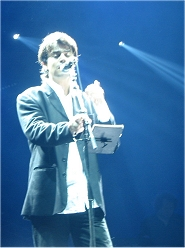
Denez Prigent, chanteur traditionnel breton.

Les instruments emblématiques (biniou, bombarde) utilisés en musique bretonne sont historiquement issus de vastes familles d'instruments semblables. Il s'agit d'instruments à tempérament inégal. Aujourd'hui encore, pour un joueur habitué au tempérament dit égal, ces instruments ne sonnent pas juste.
Vers la fin de la Renaissance, les instrumentistes européens ont progressivement adopté la gamme tempérée du solfège, ce qui n'est pas le cas des musiciens bretons. Fabriqués localement par des personnes peu soucieuses de la normalisation tonale, les instruments traditionnels ont été très longs à s'y adapter, d'autant qu'on peut utiliser les quarts de ton.
De plus, du fait qu'il s'agit d'une mélodie essentiellement utilisée pour accompagner des danses et du fait des particularités des danses bretonnes, cette musique n'utilise pas toujours des temps de durées strictement semblables. C'est pourquoi il est difficile de noter les airs selon la notation de la musique classique qui ne peut donner une transcription parfaite de ces subtilités.
On peut[style à revoir] faire le parallèle avec le chant en breton et notamment avec le kan ha diskan, qui, du fait de la nature tonale du breton alliée à l'utilisation de modes musicaux anciens, tranche avec le chant populaire courant en France, par exemple.
Dans beaucoup de régions et pays, les anciens instruments à vent traditionnels furent encore utilisés parallèlement au hautbois avant de disparaître à l'exception notable (mais pas seulement) de la bombarde qui a survécu en Bretagne, d'où certaines spécificités de la musique bretonne.
En effet, après avoir failli disparaître dans le milieu du XXe siècle, le jeu de couple (bombarde et biniou kozh) reprend une vigueur considérable ; les festoù-noz et les concours de sonneurs, organisés à Gourin depuis 1957, attirent beaucoup de participants et spectateurs. Dans les années 1970, une intense activité de collectage d'airs de mélodie, de marche et de danse est engagée à l'initiative des associations SKV (fondée par Georges Epinette) et Dastum, et a permis de sauver de nombreux airs.
Aujourd'hui[Quand ?], avec l'élargissement du contexte musical (groupes composés d'instruments variés, généralisation de l'amplification électrique, enregistrements en studio, etc.), la gamme tempérée s'est généralisée. Cependant, certains musiciens modernes (Denez Prigent, Yann-Fañch Kemener, Erik Marchand) restent attachés aux gammes à tempérament non égal. De même, les pratiques locales maintiennent vivants les anciens modes musicaux.

### Instruments

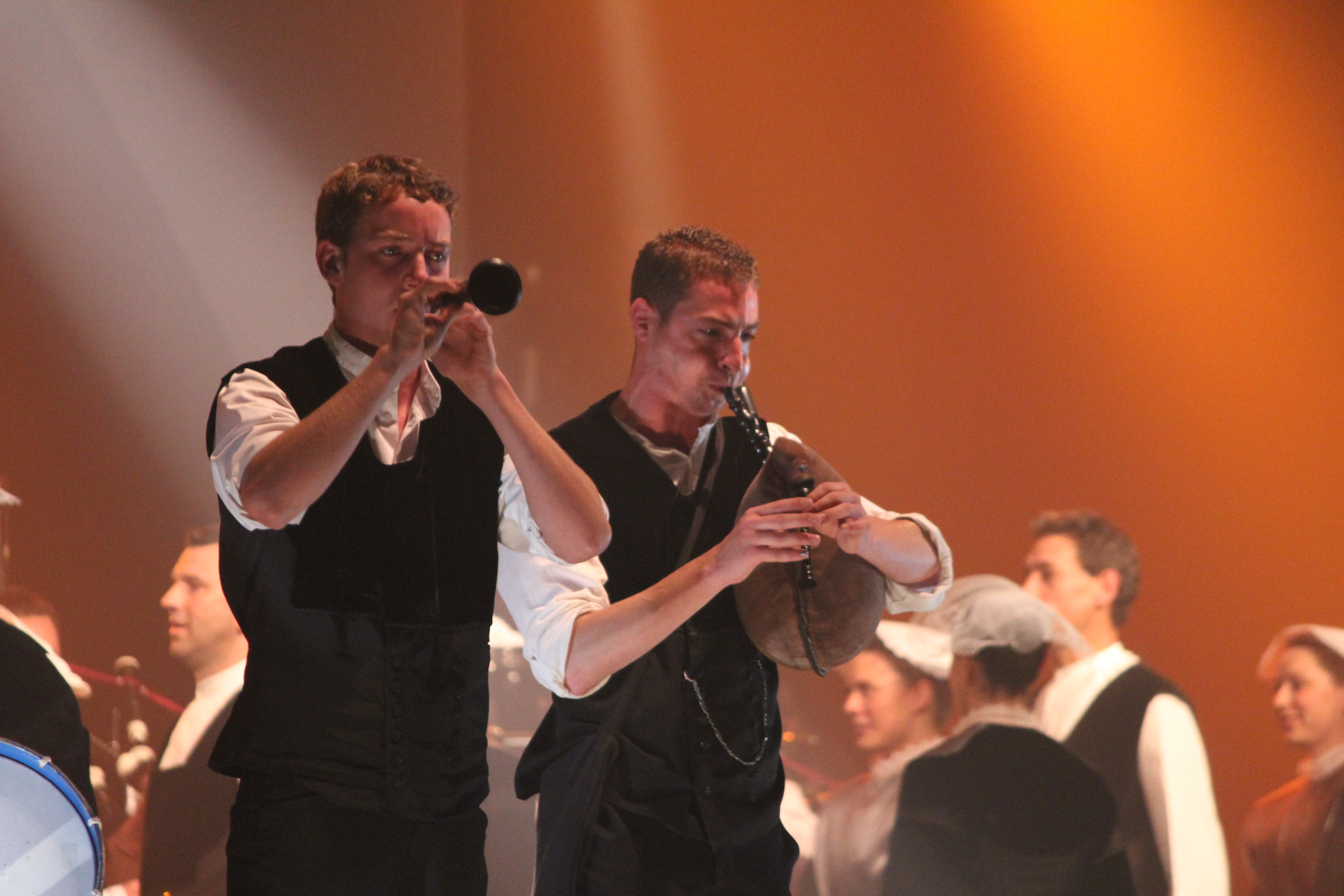
Couple de sonneurs du bagad de Lorient.

L'image qui vient immédiatement à l'esprit quand on parle[style à revoir] de musique bretonne est celle d'un couple de sonneurs ou celle d'un bagad, l'un et l'autre mettant en avant le biniou et la bombarde. Le couple traditionnel est composé d'une bombarde et d'un biniou kozh (littéralement vieille cornemuse), qui jouent ensemble à une octave de différence. La bombarde tient le rôle de meneur de jeu, comme le kaner en kan ha diskan, et ne joue les phrases qu'une seule fois, le biniou possédant une réserve d'air continue à jouer et prend le relais en répétant la phrase précédente (son continu des bourdons). Depuis les bagadoù et l'arrivée de la grande cornemuse écossaise (Great Highland bagpipe), des couples bombarde-biniou bras se sont formés. Le jeu d'interprétation s'est vu modifié : les deux sonneurs jouant à la même octave, moins de fantaisies sont possibles. Si ces instruments furent très populaires, surtout en Basse-Bretagne, où l'aire récente d'utilisation recouvre à peu près le terroir gavotte, ce ne sont nullement les seuls instruments utilisés. D'ailleurs, le biniou kozh lui-même est assez récent. Le piston, inventé par Youenn Le Bihan en 1983 pour son groupe Skolvan, a une tonalité variable, entre la bombarde et le hautbois baroque.
Autrefois, la harpe était utilisée, notamment à la cour des ducs de Bretagne. Mais elle a laissé peu de traces après l'époque ducale. La harpe celtique est ressortie de l'oubli à la fin du XIXe siècle, grâce à un mouvement « néo-druidique » renouant avec des traditions anciennes, tant en Bretagne qu'au pays de Galles. Au début des années 1950, Alan Stivell et son père Georges Cochevelou, suivis par d'autres, œuvrent pour sa réintroduction. Georges Cochevelou construit la première nouvelle harpe bretonne, la « Telenn gentañ ». Elle est maintenant[Depuis quand ?] bien établie et connue sous le nom de harpe celtique. Les artistes bretons modernes sont Myrdhin, An Triskell, Kristen Noguès, Dominig Bouchaud, Gwenael Kerleo, etc.
L'accordéon était très populaire en Bretagne, surtout pour l'an dro et ses danses en couples (dañs kof a kof). Surnommé boèze ou pouche en pays gallo et boest an diaoul (boite du diable) en zone brittophone, il a eu du mal à se faire une place parmi les instruments traditionnels. À l'entre deux guerres, l'accordéon chromatique s'installe en Bretagne au contact des autres cultures et le jazz influence la formation de groupes qui animaient les bals populaires. Balayant à l'époque la vielle et le violon, il était perçu comme un danger. Des accordéonistes contemporains comprennent Cocktail Diatonique, Régis Huiban, Bruno Le Tron, Patrick Lefebvre, Yann Dour, Yann-Fañch Perroches, et Alain Pennec. 

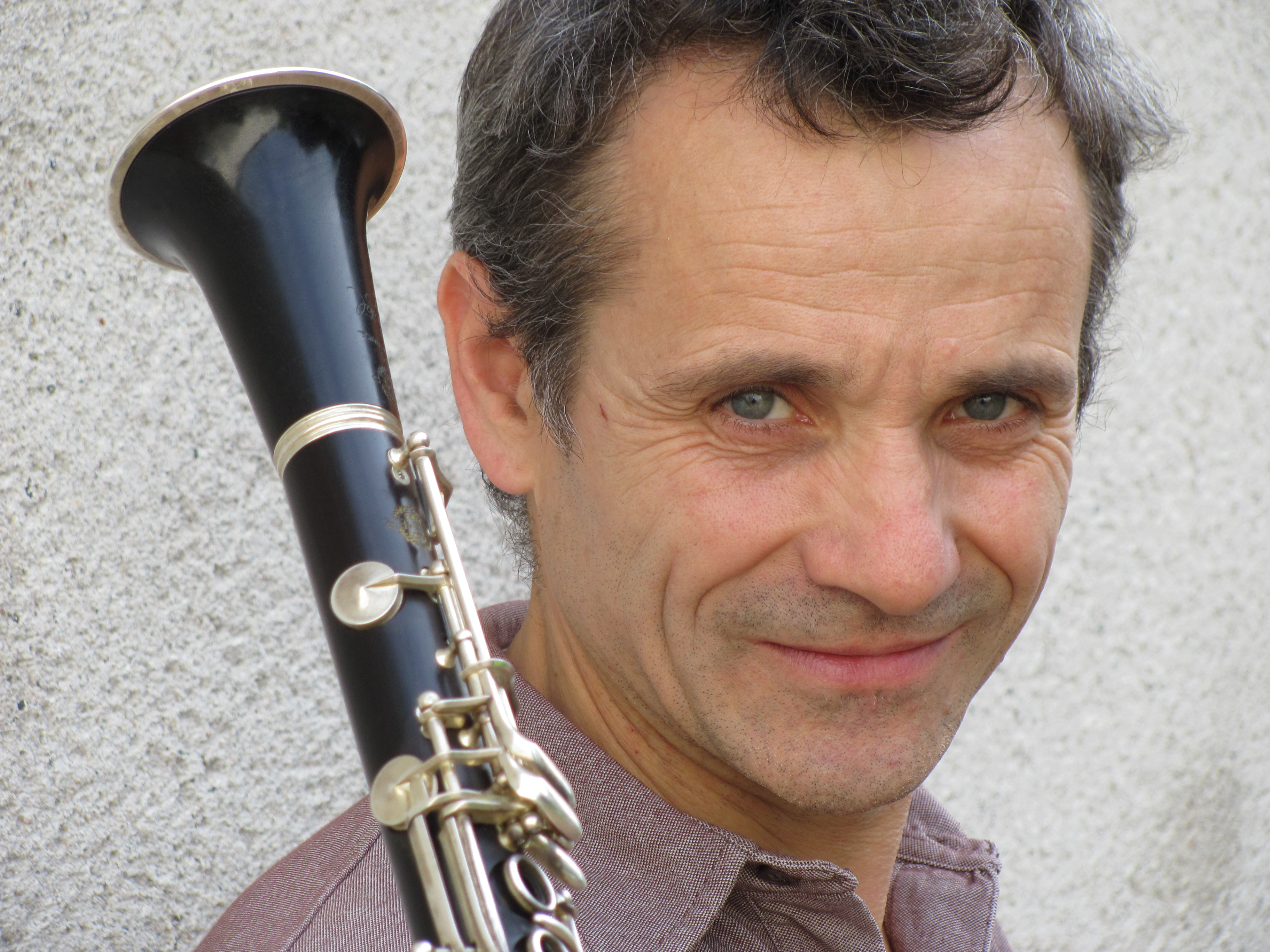
Michel Aumont.

À la fin du XIXe siècle, l'accordéon diatonique et la clarinette, « empruntés » au monde classique, ont été introduits en Bretagne. Cette dernière a beaucoup plu par son ton chaleureux et parce qu'elle pouvait remplacer un chanteur dans le kan ha diskan. Comme dans les autres régions françaises, elle a souvent reçu un surnom. En breton elle porte un nom plus affectif que dépréciatif : treujenn gaol (en français : « trognon de chou »). La clarinette traditionnelle bretonne a généralement seulement 13 touches (parfois six), rejetées par les musiciens classiques pour des plus complexes. Après une baisse de l'utilisation dans la musique traditionnelle, l'instrument est revenu, notamment dans la musique du bagad ou joint à l'accordéon. En musique bretonne, deux clarinettistes jouent habituellement ensemble, même s'ils jouent aussi dans des ensembles. La clarinette est une partie commune de groupes de jazz bretons, avec des saxophones et tambours, jouant à la fois jazz et chants traditionnels. Les clarinettistes bretons les plus connus sont probablement Erik Marchand, un ancien membre du Quintet Clarinettes (Michel Aumont, Dominique Jouve, Dominique Le Bozec...) et Gwerz, Yves Le Blanc, Christian Duro du groupe Termajik. Les groupes Darhaou, Tonnerre de Brest, L'Echo, Cabestan et Strobinell ont également utilisé les clarinettes.
Le violon est joué en Bretagne depuis au moins le XVIIe siècle. Si le violon lui-même est quasi-semblable (cordes en métal pour le fiddle plutôt qu'en boyau), la manière de s'en servir est très différente d'une musique à l'autre. Le musicien traditionnel a souvent appris seul, sans utiliser toutes les possibilités de l'instrument, mais il connaît des combinaisons de mouvements de doigts très rapides, créant des notes très brèves, les ornementations, ce qui donne une grande souplesse à la musique. Alan Stivell a utilisé le fiddle et le violon électrique et dans ses arrangements et compositions depuis son premier album en 1970, invitant différents violonistes pour ses tournées et enregistrements (René Werneer, Loumi Séveno...). Il a ouvert la voie à une nouvelle génération d'artistes, y compris Christian Lemaître, Jacky Molard, Hervé Lorre (Sikamor Quartet), Frédérik Bouley (Sikamor, Jeu à la Nantaise, Talar), Archétype (6 violons, violoncelle et contrebasse).
La flûte traversière en bois n'est entrée en Bretagne que relativement récemment, popularisée par Jean-Michel Veillon. Il est ancien membre d'un certain nombre de groupes de premier plan comme Pennoù Skoulm, Barzaz, Den et Kornog, ainsi qu'à la production de certains albums solos influents. Les autres flûtistes sont Youenn Le Cam de Pevar Den, Jean-Luc Thomas de Kej, Yannig Alory de Carré Manchot, Yann Herri Ar Gwicher de Strobinell, Hervé Guillo de Storvan, et aussi Gilles Léhart, l'un des fabricants bretons de flûtes en bois les plus réputés.

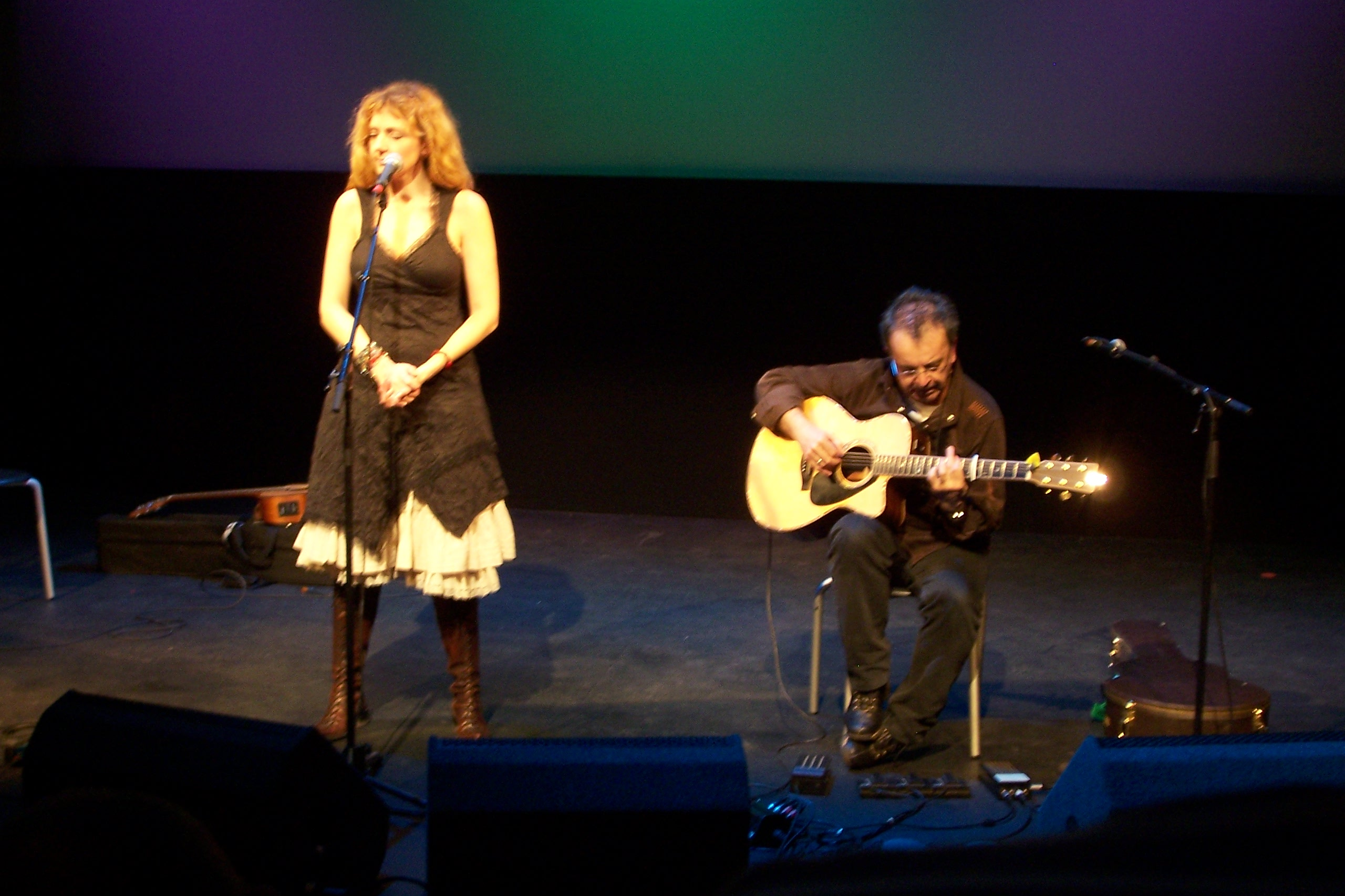
La chanteuse Nolwenn Korbell et le guitariste Soïg Sibéril.

Bien d'autres instruments ont été et sont encore utilisés : veuze, vielle à roue (à partir du XIXe siècle), saxophone, flûte irlandaise (Tin Whistle), bouzouki, dulcimer, percussions diverses... Plus récemment est apparue la guitare, dont la vocation a d'abord été d'accompagner les chansons (cf. Glenmor) puis utilisée pour rythmer les danses et enfin instrument soliste grâce au talent de quelques guitaristes. Le plus tôt à vulgariser la guitare est peut-être le breton Dan Ar Braz, qui continue à être une figure influente. Soïg Sibéril est apparu comme le maître éminent de l'accord ouvert dans des groupes tels que Gwerz et Kornog, avec l'élaboration d'un accompagnement complexe et d'une technique solo facilement comparable à des artistes tels que John Renbourn ou Pierre Bensusan. À noter l'autre guitariste Gilles Le Bigot, qui joue aussi avec Kornog et a été un pilier du supergroupe Skolvan depuis plus de 20 ans. Les autres guitaristes bretons remarquables comprennent Jacques Pellen, Jean-Charles Guichen, Bernard Benoit, Fabrice Carré, Roland Conq, Nicolas Quemener ou Arnaud Royer qui développe un système unique et une technique complexe d'auto-accompagnement, basée sur l'échantillonnage, pour ensuite jouer avec des boucles de son propre travail.

### Chant

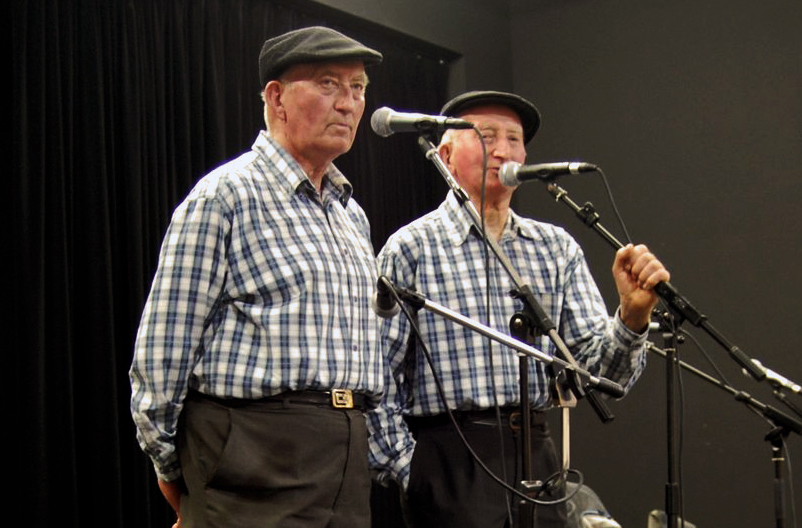
Les Frères Morvan, symboles du chant traditionnel breton avec les Sœurs Goadec.

Le chant breton traditionnel perdure grâce à la tradition orale. Il est la base et la continuité des traditions musicales. Sans être forcément de bons chanteurs, le chant est le meilleur moyen de communication entre tous. La transmission se faisait dans la vie quotidienne : dans les veillées, les grands travaux agricoles, les mariages, les baptêmes et les pardons aussi car le chant religieux a souvent côtoyé le profane... Les chants de travail rythmaient les tâches (au champ par exemple), les chants de marche mesuraient la distance à parcourir... Les chants participaient à l'information, l'éducation et au divertissement. Chaque texte, ancien ou récent, existe en de nombreuses versions, chacun y apportant sa touche personnelle.
Les chants de marins rythmaient le travail sur le navire (chant à hisser les voiles...) pour faciliter les manœuvres ou racontaient des événements (récits de naufrages, récits épiques). Les groupes modernes les plus connus sont Djiboudjep, Cabestan et Les Marins d'Iroise avec également de nombreux groupes moins connu tels que Tonnerre de Brest, L'Echo, Les Boucaniers ou Taillevent. Il y a aussi de nouveaux compositeurs. Michel Tonnerre est un compositeur bien connu de chants de marins modernes ; certaines de ses compositions sont aussi célèbres que les chansons anciennes (Quinze marins, Satanicles, Vire au Cabestan, Mon petit garçon).
On distingue les sonioù, chansons diverses, et les gwerzioù, racontant des évènements tristes ou historiques, tels que les meurtres, les décès, les guerres, l'émigration forcée ou l'amour perdu. Le kan ha diskan (chant et déchant) est la technique de chant utilisée en Centre Bretagne et, dans une formule proche, le chant à répondre, pratiqué partout ailleurs. La voix remplace l'instrument pour faire danser en fest-noz. Le patrimoine comprend également de nombreux cantiques anciens. Les chants religieux témoignent de l'importance de l'Église en Bretagne depuis de nombreux siècles. Celle-ci a préféré faire l'impasse sur ces chants, le clergé préférant entendre ses fidèles catholiques chanter les mêmes thèmes musicaux. Les chants "d’éducation" sont les chants pour enfants (comptines) ou les chants pour apprendre à chanter (chants mnémotechniques, ritournelles…), début artistique de tous bretons.

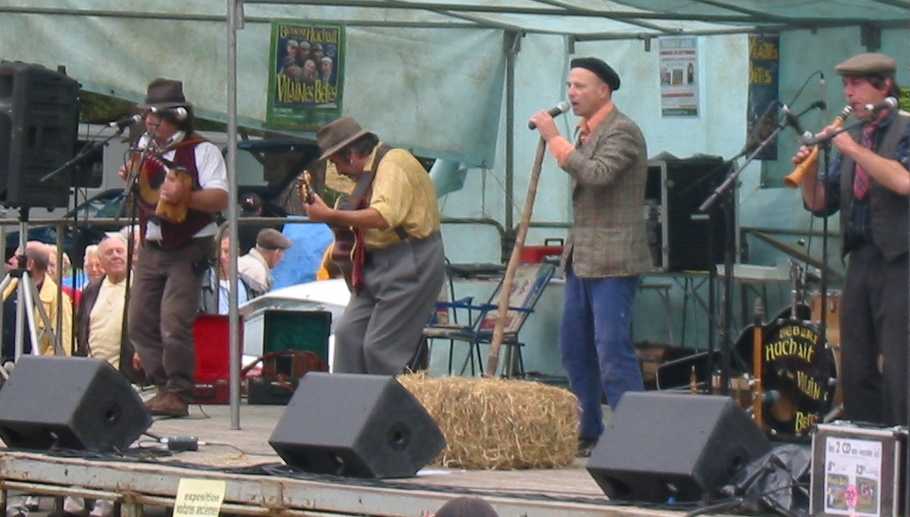
Bébert Huchait et les Vilaïnes Bétes chantant en gallo au Mont Dol.

Le pays gallo, à l'est de la Bretagne, connait lors du renouveau du folk breton une reprise plus limitée dans le répertoire en gallo. Il produit des chanteurs comme Hamon Martin Quintet, Ôbrée Alie, Yann Dour et des groupes tels que Tri Yann ou La Mirlitantouille, qui effectuent une sélection de chansons en gallo. Katé-Mé (« avec moi » en langue gallèse) fait rimer chant gallo et sonorités soul-funk avec des traditionnels arrangés ou des compositions s'en inspirants.
C'est certainement dans les chants celtiques anciens que l'on retrouve le plus de traces de parenté entre la musique bretonne et gaélique. L'interprétation arythmique, commune seulement aux chants bretons et gaéliques, fait appel à la même sensibilité, presque impossible à transcrire en solfège moderne, qui ne peut remplacer la transmission orale[réf. nécessaire].
Parmi les chanteurs contemporains, certains ont choisi de chanter en français, soit parce qu'il ne savent pas parler breton, soit pour que leur texte soit compréhensible à un large public. On peut citer le chanteur engagé Gilles Servat, qui chante depuis les années 1970 La Blanche Hermine, hymne populaire breton. Parmi la nouvelle génération, de nombreux chanteurs continuent en langue bretonne.

## Musique populaire

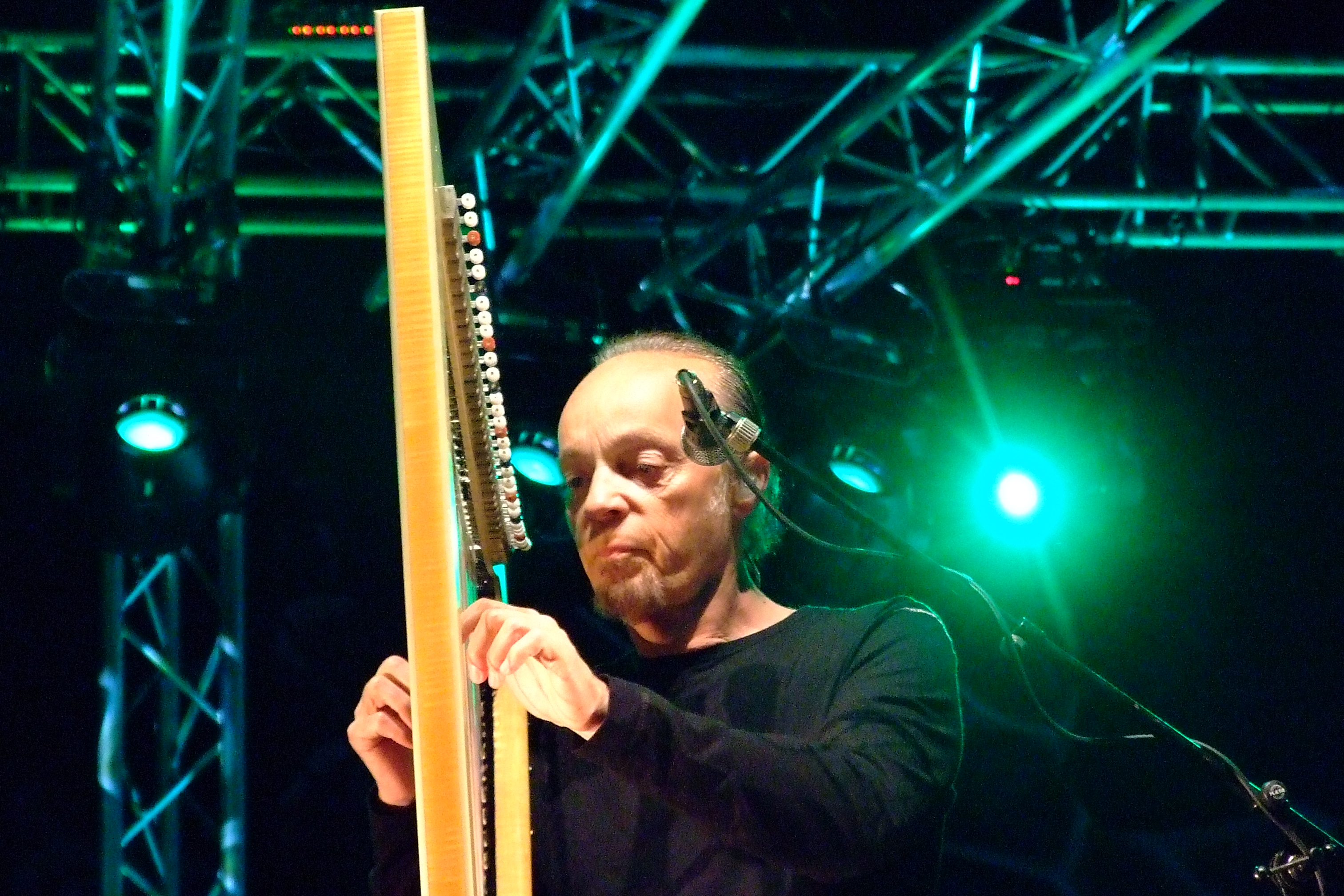
Alan Stivell, musicien précurseur

Lorsque l'on évoque[style à revoir] la musique bretonne contemporaine, le nom d'Alan Stivell vient souvent à l'esprit. À cela trois raisons : l'importance de l'œuvre elle-même, d'une part, la chronologie et la popularité, d’autre part. S'il n'est pas le premier à réutiliser la matière musicale traditionnelle (cf. le travail musical dans les bagadoù avant — et avec — lui), Alan Stivell modernise radicalement la musique bretonne et celtique en introduisant l'emploi d'instruments amplifiés (guitare électrique, guitare basse, synthétiseurs, etc.).
S'ajoutant à son talent artistique, l'utilisation pour la première fois des moyens modernes et professionnels de promotion et de diffusion. Il fait connaître sa musique au grand public sur tous les continents, à commencer par le public breton, auparavant majoritairement ignorant ou fermé à la musique de la Bretagne.
L'un des groupes les plus célèbres est Tri Yann, quoiqu'il ne chante presque jamais en breton, (Tri Yann An Naoned, littéralement « les trois Jean de Nantes »). Formé en 1970, il reste encore très populaire, avec une musique rock-folk progressive celto-médiévale. Ils ont interprété quelques perles musicales, maintenant des standards comme Dans Les Prisons de Nantes, La Jument de Michao, Ce sont les filles des Forges, Chanson de Pelot d'Hennebont et l'interprétation nouvelle de musique irlandaise, comme Cad é sin don té sin, Si Mort à Mors (à l'origine An Cailin Rua), La ville que j'ai tant aimée (de The town I loved so well), Ms. McDermott (du harpiste irlandais Turlough Ó Carolan du XVIIe siècle) et Kalonkadour (de Planxty Irwin).
D'autres groupes utilisent des rythmes et des arrangements de type « rock » et dépassent aussi le cadre de la popularité régionale : Soldat Louis (rock français), Red Cardell (ethno rock), EV (rock celto-finnois breton), Añjel I.K., Krêposuk, Armens, Merzhin, Matmatah, Tri Bleiz Die, Les Ramoneurs de menhirs (punk celtique en breton)... D'autres artistes utilisent aussi l'électronique depuis de nombreuses années, comme Pascal Lamour (depuis 1994), Stone Age (musique bretonne new age), ou le chanteur avant-gardiste Denez Prigent, dont le chant Gortoz a ran a été utilisé par le réalisateur américain Ridley Scott pour la B.O. du film La Chute du faucon noir.
Après le revival initié et mené par Alan Stivell, les années 1980 sont vécues par beaucoup comme le creux de la vague. Pourtant, au cours de cette période, différentes formations naissent et marqueront l'évolution de la pratique musicale bretonne. Plusieurs d'entre elles se destinent à la scène en formule « concert ». Le groupe Gwerz, créé en 1981, caractérise ces années de transition. Composé de Soïg Sibéril, Erik Marchand, Jacky Molard, Patrick Molard et Youenn Le Bihan, il marie les instruments formellement bretons à d'autres d'introduction récente dans le paysage musical breton (guitare, violon, uilleann pipes). Le répertoire met en avant les chants et les airs du Centre-Bretagne, en breton et gallois. Le groupe Barzaz se forme peu après autour du chanteur Yann-Fañch Kemener avec le flûtiste Jean-Michel Veillon et le guitariste Gilles Le Bigot. Le pays gallo donne naissance à l'Écho des Luths avec Roland Brou, Pierrick Lemou, Frédéric Lambierge et Thierry Moreau qui représentent les musiques de Haute-Bretagne. Avec Kornog, l'interceltisme devient une réalité avec la réunion de l'Écosse et de la Bretagne, ainsi que l'Irlande avec Jamie McMenemy au bouzouki.
Parallèlement, apparaissent des formules instrumentales qui réunissent les pratiquants d'un même instrument. Michel Aumont met en place le Quintet de clarinettes, avec Erik Marchand, Dominique Jouve, Bernard Subert et Dominique Le Bozec. L'ensemble Archétype rassemble huit violonistes autour d'un répertoire qui va des airs vannetais et des gavottes des Montagnes aux jigs en passant par les Balkans ou Flatbush Avenue, un quartier de New York.
En ce qui concerne les festoù-noz et autres assemblées de danse, de nouveaux groupes se font connaître. Alors que les groupes existants continent leur chemin (Sonerien Du, Bleizi Ruz, Diaouled ar Menez), apparaissent de nouvelles formations : Skolvan, Pennoù Skoulm, BF 15, Den (Soïg Sibéril, Jean-Michel Veillon, Frères Molard, Alain Genty…), Tammlès. Au début des années 1990, un groupe de jeunes trégorrois nommé Ar Re Yaouank rencontre un succès grandissant auprès d'un public de danseurs dont la moyenne d'âge est de 18-20 ans.

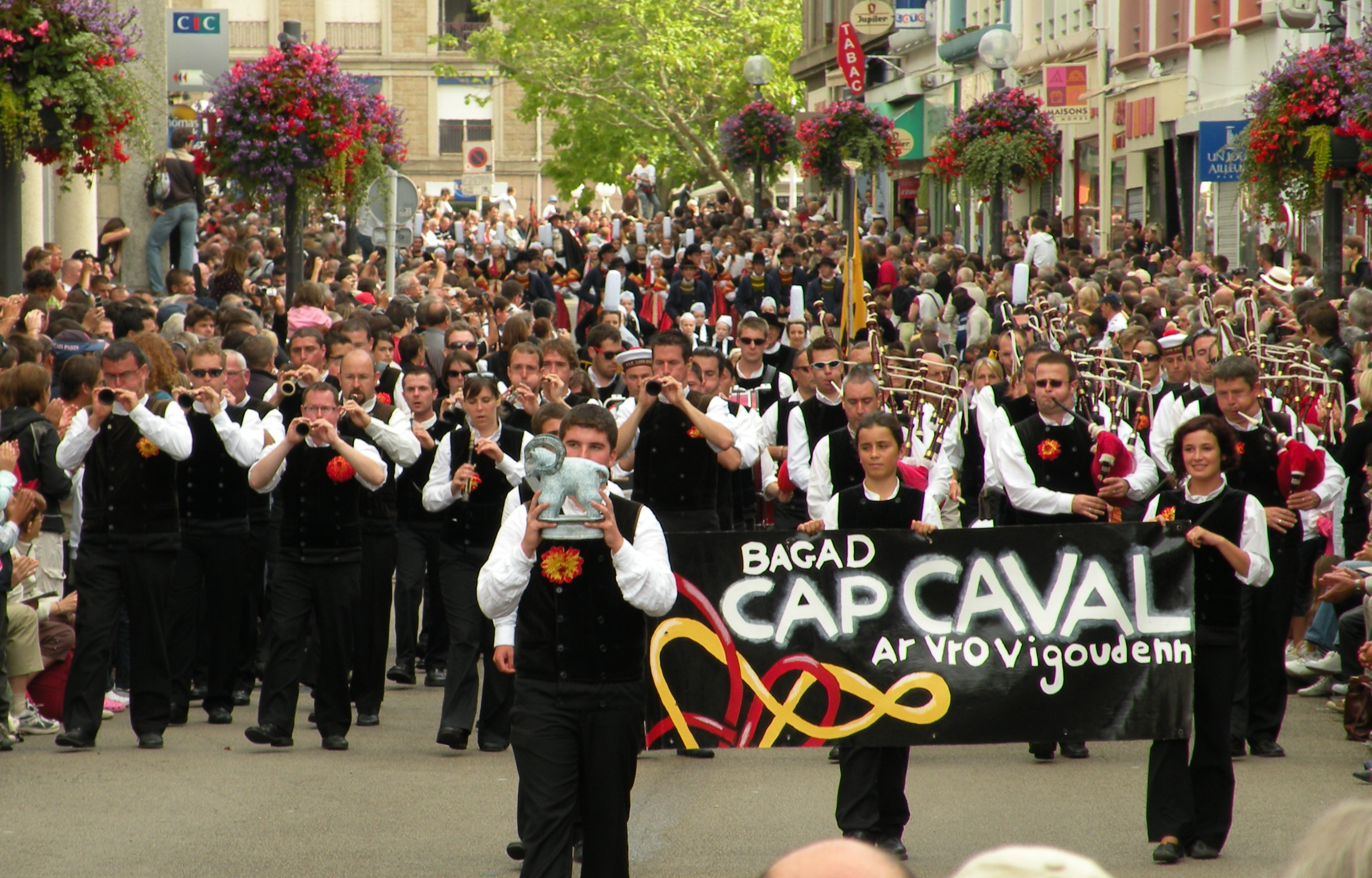
Le Bagad Cap Caval, créé en 1984

Progressivement, les nombreux bagadoù se sont hiérarchisés : formation des jeunes dans des écoles qui forment ensuite un bagadig (bagad école). Quelques labels produisaient des disques comme Mouez Breiz, Arfolk, Vélia, Névénoé... Les deux principales maisons de production bretonne voient le jour : Keltia Musique en 1979 et la Coop Breizh qui constitue en 1972 son catalogue discographique et rachète en 1985 les labels Arfolk et Escalibur, puis Gwerz Pladenn pour la distribution.
Dans la catégorie « chant traditionnel », Denez Prigent, jeune chanteur originaire du Léon, va se retrouver au centre de la scène musicale bretonne après sa participation aux Transmusicales de Rennes en 1992. Avec son charisme et sa puissance vocale, il fascine un public jusque-là peu familiarisé avec les subtilités du chant breton. La même année il fait partie des « Voix de Bretagne », spectacle qui remplira le Quartz de Brest et le Théâtre de la Ville à Paris. Il sera influencé par la techno pour mener à bien des expérimentations.
Les expériences se multiplient. Le guitariste brestois Jacques Pellen, ancien des Bleizi Ruz devenu jazzman, présente sa Celtic Procession lors de festivals dès 1988, jusqu'en 1999 et l'album live pour Les Tombées de la nuit. Il y rassemble divers musiciens, dont le violoniste Didier Lockwood, les frères Guichen, les frères Boclé, les frères Molard, Dan Ar Braz. D'autres projets jazz verront le jour comme Celtic Tales des frères Boclé, l'O.N.B de Roland Becker ou Niou Bardophones. Certains n'hésitent pas à y associer la musique classique (Arz Nevez, O’Stravaganza de Hughes de Courson, Didier Squiban, Yann-Fañch Kemener, Duo Patrick Molard/Manzano). Dans le spectacle Femmes de Bretagne, produit lors de Brest 96 devant 8 000 spectateurs, les chanteuses bretonnes Annie Ebrel, Louise Ebrel, Marie-Aline Lagadic, Klervi Rivière et Lydie Le Gall montrent tout leur talent.
De plus en plus, la musique bretonne va s'ouvrir aux sonorités du monde, se métissant et s'enrichissant de nouveaux horizons. Erik Marchand tente de marier les airs de Centre-Bretagne et les musiques tziganes de Roumanie ou la musique africaine. Patrick Molard et le bagad Kemper s'inspirent également des Balkans, Jacky Molard du Mali avec son Quartet. Alan Stivell mélange des sonorités du Maghreb, de la Chine pour Denez Prigent sur Sarac’h et du Tibet avec Toenn Ar Bed par Yann Dour & Tenzin Gönpo. Les fusions musicales attirent des fusions de groupes : les Trompettes du Mozambique, Carré Manchot & Akiyo Ka (Chants en créole et percussions des Caraïbes), la Kabylie avec Mugar, Thalweg, Lila Noz et le chanteur algérien Farid Aït Siameur qui réside en Pays Bigouden et collabore avec des musiciens bretons dans ses groupes Tassili (Patrice Marzin...), Penfleps (Jean-Jacques Baillard, Jean-Pierre Riou, Jean-Michel Moal...) et Taÿfa (Jakez Moreau, Jean-Claude Normant,Tox...). Inclassable, Red Cardell marie régulièrement folk-rock breton, blues, punk et chanson réaliste avec les musiques d'Ukraine, d'Amériques ou du Maghreb et multiplie les rencontres tant avec des artistes du monde entier que de Bretagne comme le Bagad Kemper, la chanteuse Louise Ebrel ou le guitariste Dan Ar Braz.

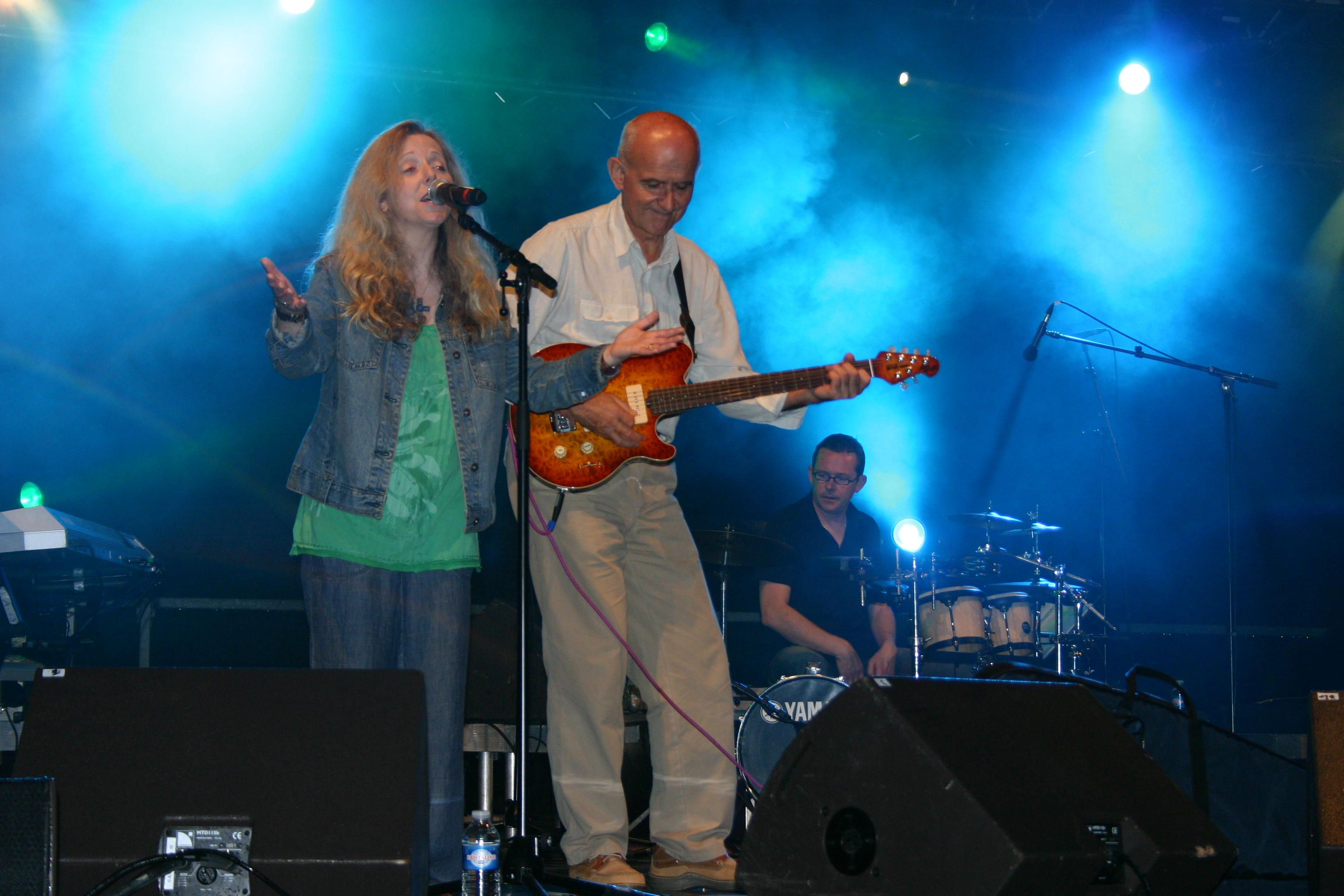
L'Héritage des Celtes de Dan Ar Braz

Dan Ar Braz, qui avait débuté avec Alan Stivell, fait chavirer les cœurs avec son spectacle L'Héritage des Celtes, conçu pour conclure la 70e édition du festival de Cornouaille et regroupant de prestigieux musiciens bretons, irlandais, gallois et écossais. Il entraîne la deuxième période de popularité pour cette musique présente au niveau national et international. Again d'Alan Stivell suscite à nouveau l’intérêt chez le public. Entre 1991 et 1995, les maîtres de la culture bretonne reviennent sur le devant de la scène : Gilles Servat avec son album L'Albatros fou, Yann-Fañch Kemener et Didier Squiban inventent un duo de légende, Manu Lann Huel enregistre deux albums, Jacques Pellen poursuit sa Celtic Procession. Les nombreux et divers fêtes et festivals bretons contribue indéniablement à la diffusion et à l'enrichissement de la musique bretonne.
Dans le Rhode Island (États-Unis), le groupe Trouz Bras (grand bruit), dirigé par le gallois Ray Price, utilise bombarde et biniou. À Seattle (Washington), un groupe de fest-noz appelé Sonerion joue avec piston, bombarde, guitare / bouzouki, accordéon et contrebasse. À Austin, au Texas, Poor Man's Fortune est bien connu pour jouer de la musique bretonne avec biniou, bombarde, accordéon, subois (similaire au « piston »), violon, flûte et biniou braz.
La fin du XXe siècle est riche en évènements et découvertes dans le domaine musical breton. De jeunes groupes apparaissent (Matmatah, Merzhin, Manau). La Bretagne devient la deuxième région de France pour la production de disques, après la région parisienne. Le kan ha diskan est bien représenté par une nouvelle génération : le trio Annie Ebrel, Marthe Vassallo, Nolùen Le Buhé entre autres. Certaines évoluent ensuite vers de nouvelles formes musicales. Les années 2000 correspondent aussi à la découverte de nouveaux auteurs et compositeurs en langue bretonne, comme Dom DufF, Yann Raoul, Nolwenn Korbell et Gwennyn Louarn, ou plus internationaux comme Cécile Corbel, harpiste qui écrira notamment la musique du film d'animation japonais Arrietty.
Nolwenn Leroy, nouvelle voix de la chanson française, a rendu hommage à la Bretagne et aux airs celtes en 2010 sur son album Bretonne. Couronnée de succès en France et à l'étranger, elle a chanté ces chansons sur la plupart des plateaux télés ou radios et lors d'une grande tournée de presque deux ans.
En 2012, Dan Ar Braz célèbre la Bretagne avec un nouveau projet fédérateur autour d'un album et d'un spectacle. La même année, le 1er décembre, la chanteuse galloise Lleuwen Steffan remporte le LIET International avec sa chanson en langue bretonne Ar gouloù bev.

## Extraits audio
- La noisette, chanson de Plouider, chantée par Agnès Dauneau, accompagnée à la harpe par Nolwenn Philippe.
- Chant du Léon, interprété en duo par Agnès Dauneau et Joëlle Planchon.
- Gavotte du Bas-Léon interprétée par Luc Danigo au violon et Philippe Lamézec à la guitare.
- Rond de Landéda sonné au violon par Luc Danigo et à la guitare par Philippe Lamézec

## Labels spécialisés
Les labels spécialisés dans la musique bretonne comprennnent : Keltia Musique, Coop Breizh, L'Oz production, Mouez Breiz, Kelenn, Névénoé, Innacor, Keltia III, et BNC Productions.

## Événements
Ils comprennent : Fest-noz, Kan ar Bobl, Bogue d'or, Roue Waroch, Festival interceltique de Lorient, Festival de Cornouaille, Festival Yaouank, Festival des Chants de Marins, Festival Mondial'Folk, Festival de la Saint-Loup, Festival Kann Al Loar, Fêtes maritimes de Brest (tous les 4 ans), Festival de Bobital, Les Vieilles Charrues, Festival Pariz-Breizh (br), Stered Festival
, et Festivals bretons (br).